# 世界対がんデー
世界対がんデー（せかいたいがんデー、英語：World Cancer Day）は、毎年2月4日にがんへの意識向上と予防、検出、治療への取組を促すために定められた記念日である。

## 歴史
2000年2月4日に、World Summit Against Cancer for the New Millenium（直訳：新世紀に向けた世界対がんサミット）がパリ憲章を採択したことを記念し、パリ憲章の第10条により、2月4日が世界対がんデーと定められた。世界100カ国以上の350を超える対がん組織からなるコンソーシアムである国際対がん連合が、2005年から世界がんキャンペーンを開始し、2006年からは世界保健機関、国際原子力機関やその他の国際組織等の支援を受けて、世界対がんデーの活動の調整等を行っている。

## 目標
世界対がんデーは、誤った情報を正し、意識を高め、スティグマを低減することを目指している。世界対がんデーにおいては、がん患者への支援を示すため、様々な活動が行われる。一例が「#NoHairSelfie」とよばれる、がん治療を受けている患者の勇気を象徴して、物理的にまたはヴァーチャルに人々が髪をそり落とす世界的な運動である。参加者の画像がソーシャルメディアで拡散され、各地でのイベントが行われた。
各年にそれぞれ別の問題に焦点を当てた取組を行っており、2016年から2018年の統一テーマは「We can.  I can.」とされていた。2025年から2027年の統一テーマは「United by Unique」とされている。